# 池端あやめ
池端 あやめ（いけはた あやめ、1967年10月28日 - ）は、日本のAV女優。

## 出演作品

### アダルトビデオ
- 義母という名の極いやらし熟女 濃厚秘戯ベスト
- 熟女手淫2
- 激臭汚便女烈伝 不衛生監禁冒涜のすべて
- 四十路麗熟女 【3時間】
- 美人温泉女将 3時間
- 人生は卑しきポルノドラマ 五十路 熟れ度100％の肉体
- 心に残り心に沁みるヘンリー塚本官能ポルノ 300分間のヘンリー塚本名作エロ本
- 四十路ゴールデン劇場4時間 美セレブ7人の官能の嵐!
- 40おんな怒濤の喰いまくり
- 昭和 畳と障子とモンペとズロース/セックスと女たち
- 葡萄園の義母
- 四十路熟母 和装で乱れる痴母の悦情
- 温泉旅館の美人女将2
- AVS的選りすぐりマニアック熟女
- 働く熟女コレクション 4時間30人
- 昼下がりの人妻たち
- もしもハレンチな熟女だらけの居酒屋があったら?
- 変態熟女・淑女・中年女 女社長の輪姦願望/痴漢されたい、したい痴女/フェラ大好き病の妻
- 5組の近親相姦物語
- ディープスロート夫人 ～総集編 1～
- ディープスロート夫人 池端あやめ
- この世で一番いやらしい生きもの 少女・淑女・熟女全集
- 猥褻熟女7 池端あやめ
- 義母のM汁スペシャル2
- 淫欲熟女はアナル舐めがお好き 池端あやめ 39才の場合
- 生垂れ熟女・池端あやめの卑猥ボディーSHOCK
- 母子相姦ドラマ集 続・母と子作品集「其の弐」
- 母さんの桃尻集
- 義母のM汁7 池端あやめ
- 新近親遊戯 淫母相姦9 池端あやめ
- セクシースタイル 淫らな女の本能（さが）
- 猥褻熟女7 池端あやめ
- 行列が出来る超熟&美セス居酒屋
- 初撮り人妻ドキュメント 総編版1
- 川崎軍二シリーズ 淫女の館
- 熟樂 JUKURAKU III
- 素人マダムズ［LEVEL A］大全集4
- 素人マダムズ［LEVEL A］其の十六
- 【美熟女マガジン】マドンナ倶楽部
- 熟女物語 あなたも癒やしてあげる
- 月刊四十路倶楽部1
- 近親相姦 池端あやめ